# Monocracia
La monocracia (del griego μονοκρατία [‘el poder de uno’], tr. monokratía) es un sistema de gobierno en el cual el titular de la soberanía es un único individuo. Es el jefe único quien expresa la voluntad definitiva del Estado. Es ayudado por funcionarios en las labores del gobierno, pero jurídicamente están a su voluntad. De la Antigüedad clásica, datan las tres formas clásicas de gobierno monocrático, que se han erigido en modelos teóricos y exponentes de esta forma de gobierno. Así, tenemos formas de gobierno que surgen dadas las circunstancias históricas y políticas; muchas de ellas, actualmente persistentes, bajo la forma teórica en que se exponen a continuación, o bien, atenuadas por el orden jurídico-político, e incluso, combinadas con otras formas gubernamentales, como en el caso de un sistema gubernamental mixto.